# Jackie Aprile, Jr.
Giacomo Michael Aprile, Jr. (pe scurt Jackie, Jr.) (cca. 1978–2001), interpretat de Jason Cerbone, este un personaj fictiv în seria HBO, Clanul Soprano. În episodul „...To Save Us All from Satan's Power”, fratele mai mic al lui Cerbone, Matt îl interpretează pe Jackie pe când acesta era mai tânăr într-un flashback.
Hotărât să calce pe urmele tatălui său și să devină membru al familiei mafiote DiMeo, Jackie împreună cu trei prieteni pun la cale un jaf la un joc de poker organizat de „soldatul” din gașca Aprile, Eugene Pontecorvo. Deoarece în urma jafului dealerul „Sunshine” este ucis, iar „soldatul” Furio Giunta este împușcat în picior, Tony Soprano și Ralph Cifaretto hotărând uciderea lui Jackie. Misiunea este îndeplinită de Vito Spatafore, care îl împușcă pe Jackie în ceafă acesta murind pe loc.

## Crime comise
- Sunshine (2001)